# Championnat des Antilles néerlandaises de football 1986
Navigation
Saison précédente Saison suivante
La saison 1986 du Championnat des Antilles néerlandaises de football est la vingt-quatrième édition de la Kopa Antiano, le championnat des Antilles néerlandaises. Les deux meilleures équipes de Curaçao et de Bonaire se rencontrent lors d'un tournoi inter-îles. 
Les quatre clubs qualifiés sont regroupés au sein d'une poule unique où chaque équipe rencontre deux fois ses adversaires. Les deux équipes en tête de la poule s'affrontent en finale, jouée sous forme de rencontres aller et retour. 
C'est le SV Victory Boys, vice-champion de Curaçao, qui est sacré cette saison après avoir battu en finale l'autre représentant curacien, le RKVFC Sithoc. Il s’agit du tout premier titre de champion des Antilles néerlandaises de l’histoire du club.

## Clubs engagés
- RKVFC Sithoc - Champion de Curaçao 1986
- SV Victory Boys - Vice-champion de Curaçao 1986
- Real Rincon - Champion de Bonaire 1986
- SV Vitesse - Vice-champion de Bonaire 1986

## Compétition
Le barème utilisé pour établir le classement est le suivant :
- Victoire : 2 points
- Match nul : 1 point
- Défaite : 0 point

### Phase de poule
| Rang | Équipe          | Pts | J | G | N | P | Bp | Bc | Diff |  | Résultats (▼ dom., ► ext.) | Vic | Sit | Rea | Vit |
| ---- | --------------- | --- | - | - | - | - | -- | -- | ---- |  | -------------------------- | --- | --- | --- | --- |
| 1    | SV Victory Boys | 8   | 6 | 3 | 2 | 1 | 5  | 3  | +2   |  | SV Victory Boys            |     | 0-1 | 2-1 | 2-1 |
| 2    | RKVFC Sithoc    | 8   | 6 | 3 | 2 | 1 | 4  | 2  | +2   |  | RKVFC Sithoc               | 0-0 |     | 1-2 | 1-0 |
| 3    | Real Rincon     | 7   | 6 | 2 | 3 | 1 | 7  | 4  | +3   |  | Real Rincon                | 0-0 | 0-0 |     | 1-1 |
| 4    | SV Vitesse      | 1   | 6 | 0 | 1 | 5 | 2  | 9  | -7   |  | SV Vitesse                 | 0-1 | 0-1 | 0-3 |     |

|  | Qualification pour la finale pour le titre |

### Finale
| Équipe 1        | Résultat | Équipe 2     | Aller | Retour |
| --------------- | -------- | ------------ | ----- | ------ |
| SV Victory Boys | 1 - 0    | RKVFC Sithoc | 1 - 0 | 0 - 0  |

## Bilan de la saison
| Championnat des Antilles néerlandaises de football 1986 |                             |
| Champion                                                | SV Victory Boys (1er titre) |
| Qualifications continentales                            |                             |
| Coupe des champions de la CONCACAF 1987                 | Aucun                       |
| Promotions et relégations                               |                             |
| Promus en Kopa Antiano                                  | Aucun                       |
| Relégués                                                | Aucun                       |